# Cvetka Lipuš
Cvetka Lipuš, née en 1966 à Eisenkappel-Vellach (slo: Železna Kapla-Bela), est une écrivaine et poétesse autrichienne bilingue, elle écrit en slovène et en allemand. Elle a reçu de nombreux prix et ses poèmes sont traduits dans plusieurs langues dont l'anglais, l'allemand et le bulgare.